# Björketorpsstenen
Björketorpsstenen, DR 360, är en runsten som står omkring sju kilometer öster om Ronneby i Blekinge. Den bildar tillsammans med två andra höga stenar ett forntidsmonument invid ett gravfält från den yngre järnåldern. Björketorpsstenens runristning är daterad till 600–700-talen e.Kr.
Monumentet ligger inom ett riksintresseområde för kulturmiljövården med många fornlämningsmiljöer från både förhistorisk och historisk tid. Landskapet kring har många spår av bosättningar, från stenåldern och framåt. I monumentets närområde ligger Kasakulle med gravar och stenmonument från järnåldern, det vikingatida Hjortsberga gravfält, och byn Västra vång. Vid Johannishus gods finns skeppssättningar och domarringar.

## Stenarna
Stenarna består av granit med insprängda kvartspartier. Runstenen är fyra meter hög och är därmed en av nuvarande Sveriges högsta runstenar. De högsta är Levene, Västergötland som är 4,6 meter hög och Lundagårdsstenen på Universitetsbiblioteket i Lund som är cirka 4 meter hög. Till skillnad från yngre runstenar har den en text med en förbannelse.

## Ristningen

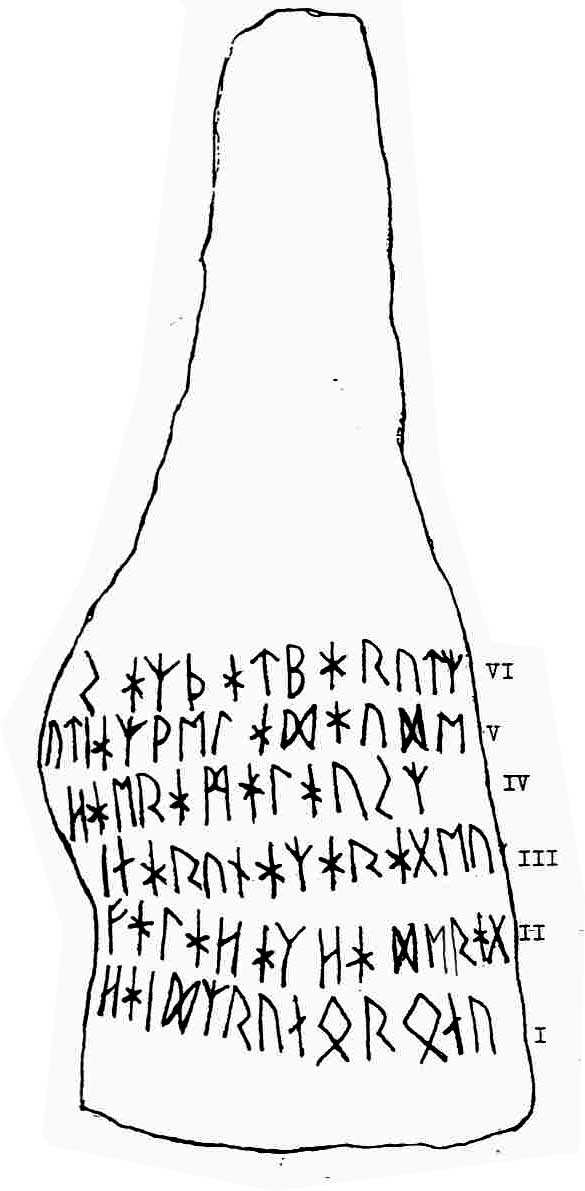
Runteckning på stenens framsida.

Stenen är ristad med den äldre 24-typiga futharken, som användes under tiden 150–800 e.Kr. Under denna tid verkar man i Skandinavien ha talat ett enhetligt språk som benämns urnordiska. De sena urnordiska inskrifterna från Istaby, Björketorp och Stentoften ger intryck av en begynnande regional upplösning av ett tidigare åtminstone skenbart fast språk, liksom av ett traditionsbundet, enhetligt skriftsystem.
§A markerar fram och §B baksidan.
Translitterering av runraden:
§A hAidz runo ronu ¶ fAlAhAk hAiderA g¶inArunAz ArAgeu ¶ hAerAmAlAusz ¶ utiAz welAdAude ¶ sAz þAt bArutz 
§B uþArAbA sbA
Normalisering till urnordiska:
§A Haidz runo runu, falh'k hedra ginnarunaz. Argiu hermalausz, ... weladauþe, saz þat brytz. 
§B Uþarba spa.
Översättning till nusvenska:
Ärofulla runors rad dolde jag här, mäktiga runor. Rastlös av arghet [d.v.s. perversitet], död genom list skall den bli som bryter detta. Jag spår fördärv. (Nationalencyklopedins översättning)
En annan version med texten läst från vänster till höger med början längst ner blir
| rad I   | hAidR runo ronu   |
| rad II  | fAlAhAk hAiderA g |
| rad III | inArunAR ArAgeu   |
| rad IV  | hAerAmAlAusR      |
| rad V   | utiAR welAdAude   |
| rad VI  | sAR þAt bArutR    |

På norra sidan:

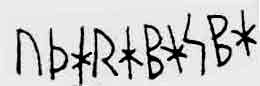
uþArAbA sbA

I Wolfgang Krauses tolkning 1966: "Der Glanzrunen Reihe (d.h., der von den Himmelsmächten stammenden) barg ich hier, Zauberrunen. Durch Argheit rastlos, draußen (= in der Fremde) ist eines tückischen Todes, wer dies zerstört."
Ristaren förutspår att minnesmärkets eventuella förstörare ska drabbas av förbannelsen. "Arghet", fornnordiska ergi, betyder 'omanlighet, feghet'.
Runologen Thorgunn Snædal menar att Björketorpsstenarna i Blekinge står på en gammal kultplats från 600-talet till Odens ära.

## Bildgalleri

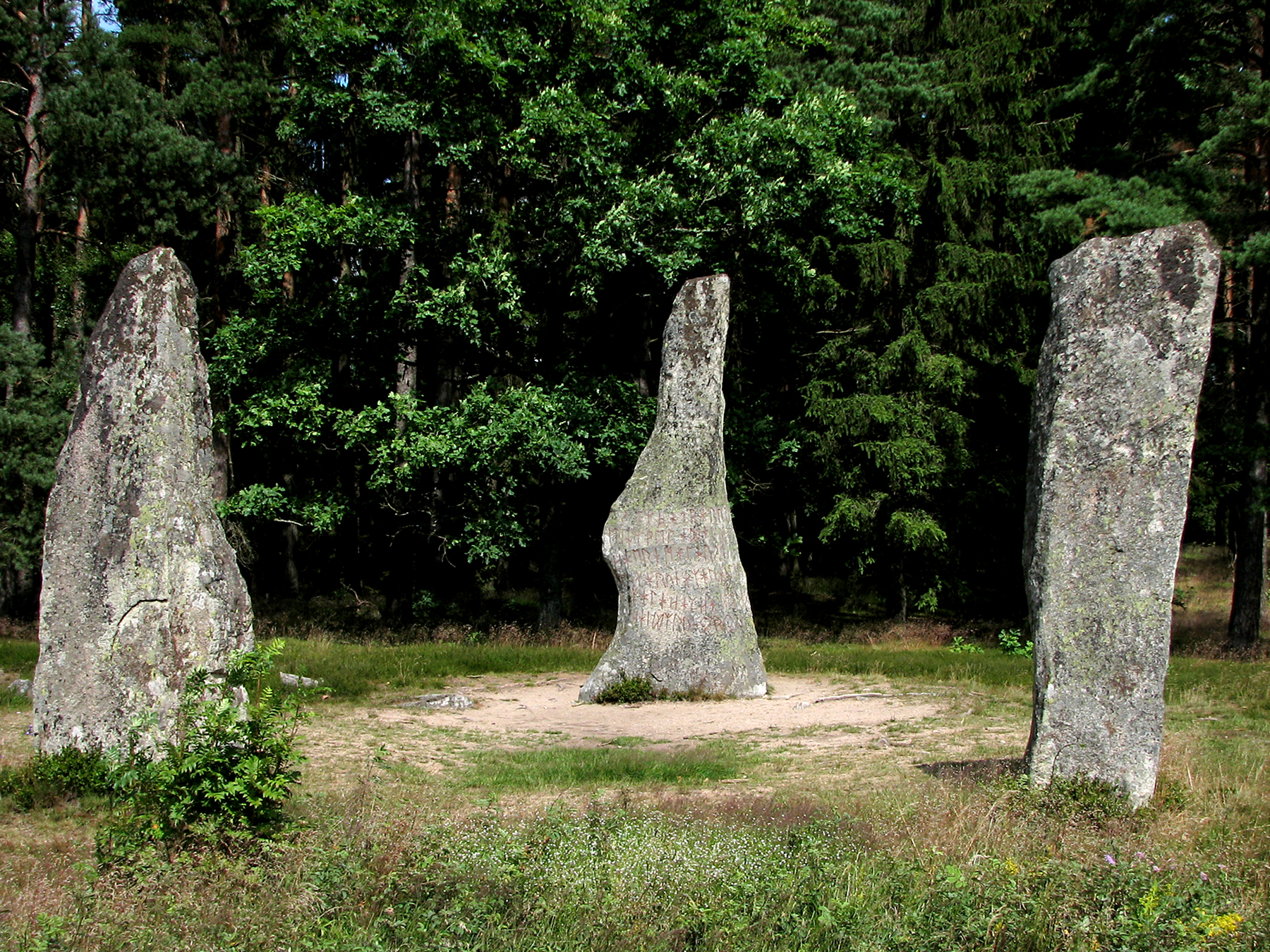
De tre stenarna i Björketorp (två utan runor)
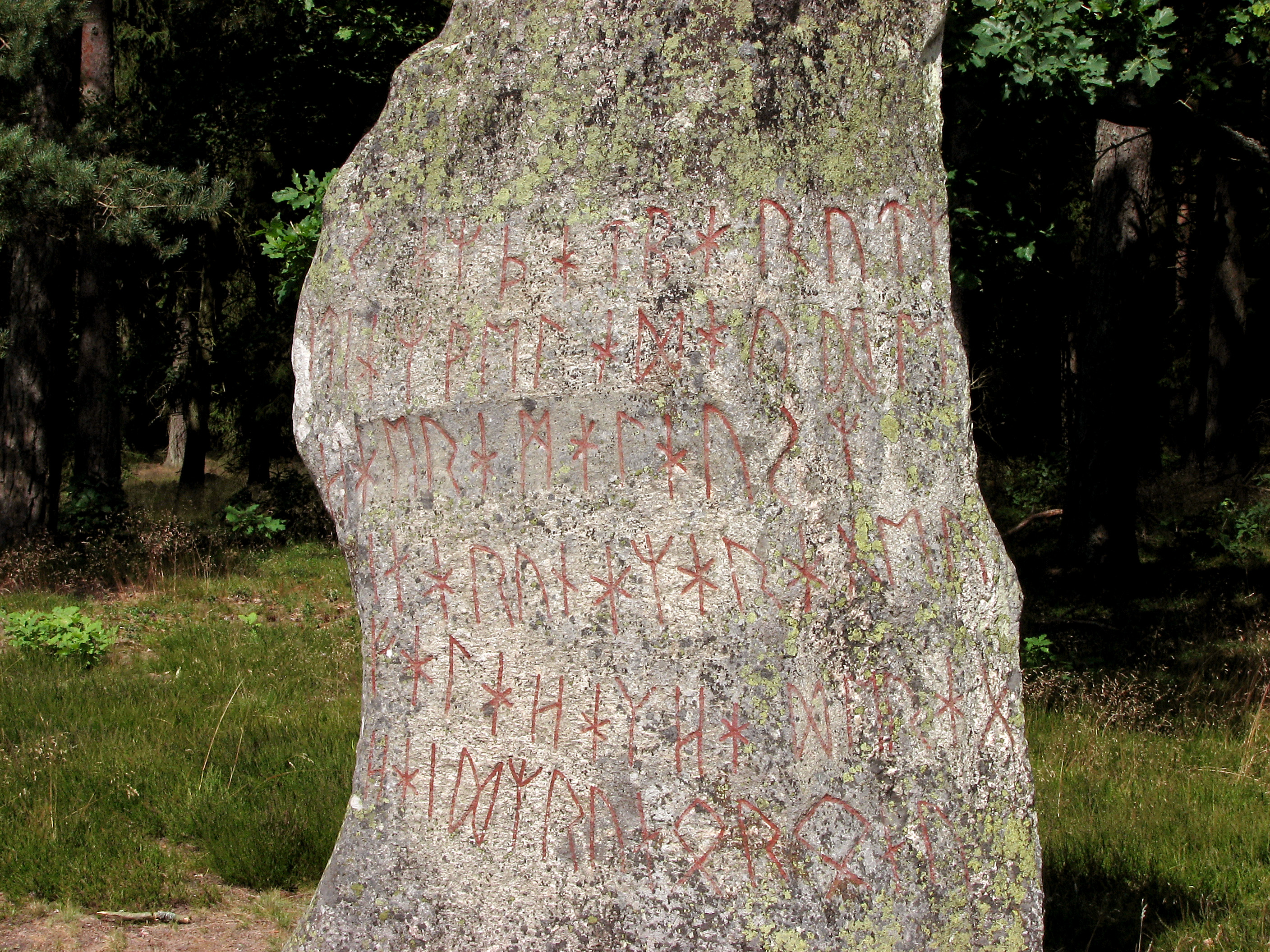
Runorna på stenen
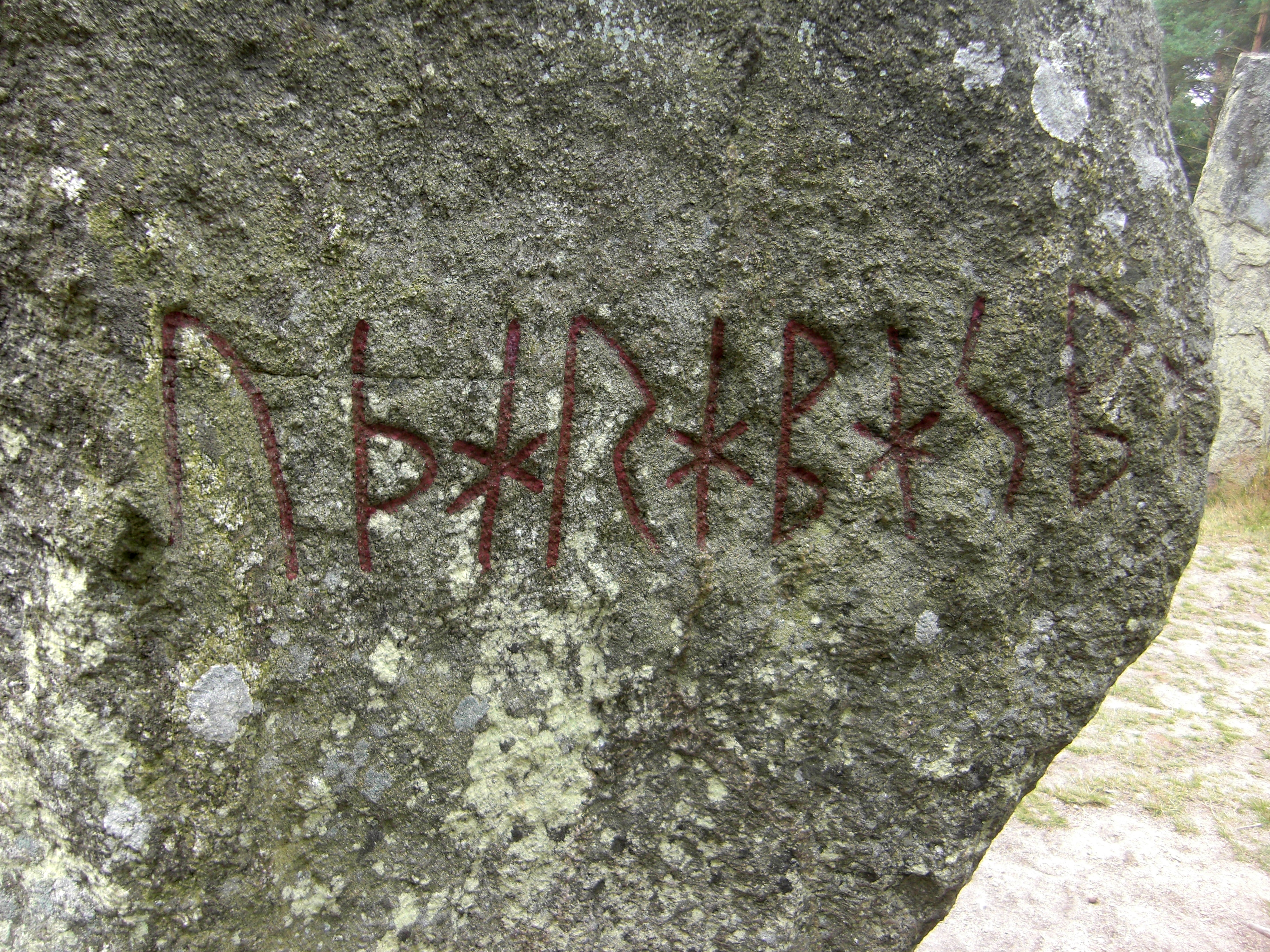
Runorna på baksidan av stenen
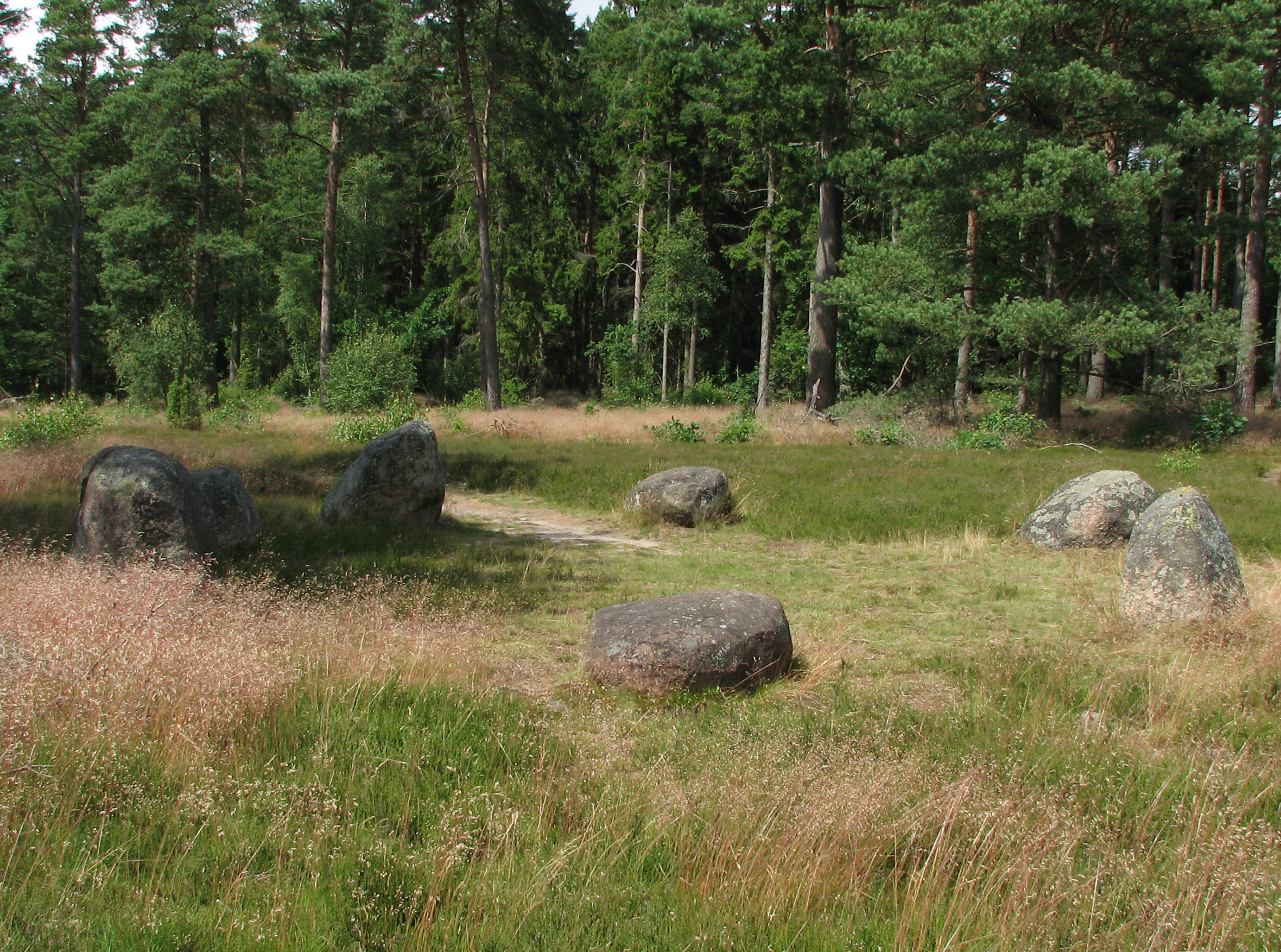
Domarringen intill Björketorpsstenen